# Kanikapila (együttes)
A Kanikapila (カニカピラ) japán pop-rock együttes volt, melyet 2013 májusában alapítottak. A zenekar 2017 decemberében feloszlott.

## Az együttes története

### 2013–14: A kezdetek, független lemezszerződés
A zenekart 2013 májusában, Scandal-feldolgozás együttesként alapította Leona, Yoshika és Mizuho gitárosok, Natsuka billentyűs, Aoi ütős, Kana basszusgitáros és Pippi dobos a fukuoka prefektúrai Kuruméban. A Kanikapila előtt Yoshika, Leona és Aoi a Lay, míg Mizuho, Pippi és Kana a Chee bur együttesben játszott. A két zenekar 2013 májusában egyesült azzal a céllal, hogy közös erővel megnyerjék a Scandal negyedik, középiskolás zenészeknek rendezett dalversenyét, a Scandal Copy Band/Vocalist Contestet és annak fődíját, egy lemezszerződést és egy tokiói fellépést. Az előző évben a Chee bur elnyerte a verseny különdíját, míg Mizuho a legjobb gitárosnak járó díjat. Az egyesülés után Aoi a dobokról egyéb ütős hangszerekre, Natsuko pedig a gitárról a billentyűsökre tért át. A versenyre hétköznaponként napi három, hétvégenként hat órát gyakoroltak egy helyi próbateremben. Az együttes nevének azért választották a hawaii kanikapila („zenélni”) szót, mivel a szüleik helyi hawaii zene-csoportjában ismerték meg egymást. Profi pályafutásuk 2013 decemberében indult be, amikor több, mint 550 jelentkező közül megnyerték a Scandal dalversenyét.
Első kiadványuk, a Kanikapila középlemez 2014. március 2-án jelent meg a Kitty Records jóvoltából. Mivel a lemez korlátozott példányszámban, kizárólag Kjúsú és Csúgoku területének 12 áruházában került forgalomba, ezért nem került fel az ország hivatalos slágerlistáira. Ennek ellenére az album rekorddöntő, három egymást követő héten keresztül vezette a Canal City Hakata üzletkomplexum heti slágerlistáját. Az album Blue Blue Blue (ブルー ブルー ブルー, ’Kék kék kék’) című dalát a Soften című film betétdalának választották. A lemez népszerűsítése érdekében négy állomásos koncertsorozatot adtak Kanikapila Summer Tour 2014: Kani to nacujaszumi (KANIKAPILA SUMMER TOUR 2014「カニの夏休み」, ’A tarisznyarák nyaralása’) néven Fukuokában, Oszakában, Nagojában és Tokióban. 2014. július 18-án megjelent első digitális kislemezük Hand Red Summer (ハンドレッドサマー, ’Kézvörös nyár’) címmel és a West étteremlánc reklámdala lett.

### 2015–17: Nagykiadós lemezszerződés, feloszlás
Az együttes első kislemeze, az Iccsae! I Love You! 2015. február 25-én jelent meg az Epic Records forgalmazásában. A kiadvány dalait Fudzsii Fumija és Naojuki Fudzsii népszerű kurumei zenészek írták. A lemezzel 495 eladott példánnyal az Oricon heti eladási listájára is felkerültek egy hét erejéig a százharmincadik helyen. 2015. július 1-jén West Go Go! címmel megjelent második digitális kislemezük, amely szintén a West reklámdala lett. 2015. augusztus 5-én Nacu no hi no omoide (夏の日の思い出, ’Emlékek egy nyári napról’) néven újabb digitális kislemezük jelent meg, melyet október 28-án követett a második fizikai kislemezük, a Troublemaker. A kiadvány 788 eladott példánnyal a kilencvenedik helyet érte el az Oricon heti listáján, melyen három hetet töltött el és összesen 1 310 példány kelt el belőle. A kiadvány címadó dala a Naruto sippúden animesorozat 35. zárófőcím dala lett. Harmadik kislemezük Nonfiction Girl címmel jelent meg 2016. április 20-án. Ez a 87. helyezést érte el az Oricon kislemezlistáján, amin két hetet töltött el. 2016. november 23-án Akane szaszukaze címmel megjelent a negyedik kislemezük. A 2017-es tavaszi iskolaszünet alatt bejelentették, hogy az együttes tagjai a zenei készségük továbbfejlesztésére fog koncentrálni. 2017 augusztusában Natsuko bejelentette, hogy kipróbálja magát zeneszerzőként és színésznőként, első filmes szerepét az Oda Norikazu által rendezett Tobenai tori mo szora o miruban (翔べない鳥も空を見る。) kapta. 2017. december 10-én bejelentették az együttes feloszlását.

## Stílus és inspirációk
Az együttesre bevallásuk szerint olyan előadók hatottak, mint Amuro Namie, a Black Eyed Peas, Hacune Miku (és a Vocaloid-dalok), a One Ok Rock, a Perfume és a Scandal, de a Golden Bomber, az Ikimono-gakari, a Kana-boon és a Radwimps dalait is kedvelik.